# Nyodes panconita
Nyodes panconita är en fjärilsart som beskrevs av Fletcher 1961. Nyodes panconita ingår i släktet Nyodes och familjen nattflyn. Inga underarter finns listade i Catalogue of Life.